# Società Sportiva Oltrepò 1992-1993
Questa voce raccoglie le informazioni riguardanti la Società Sportiva Oltrepò nelle competizioni ufficiali della stagione 1992-1993.

## Rosa
| N. |                   | Ruolo | Calciatore            |
| -- | ----------------- | ----- | --------------------- |
|    | Italia (bandiera) | C     | Mario Alfieri         |
|    | Italia (bandiera) | A     | Donatello Amato       |
|    | Italia (bandiera) | C     | Cristian Basile       |
|    | Italia (bandiera) | D     | Alessandro Bertazzoli |
|    | Italia (bandiera) | C     | Andrea Bonafè         |
|    | Italia (bandiera) | C     | Gabriele Bongiorni    |
|    | Italia (bandiera) | D     | Giancarlo Bonisoli    |
|    | Italia (bandiera) | D     | Ivan Brambilla        |
|    | Italia (bandiera) | C     | Enrico Capurro        |
|    | Italia (bandiera) | A     | Roberto Del Lama      |
|    | Italia (bandiera) | D     | Danilo Del Monte      |

| N. |                   | Ruolo | Calciatore          |
| -- | ----------------- | ----- | ------------------- |
|    | Italia (bandiera) | D     | Franco Ferrero      |
|    | Italia (bandiera) | P     | Antonio Forcati     |
|    | Italia (bandiera) | C     | Riccardo Fortunato  |
|    | Italia (bandiera) | D     | Filippo Franchini   |
|    | Italia (bandiera) | P     | Maurizio Gallo      |
|    | Italia (bandiera) | C     | Luca Lomi           |
|    | Italia (bandiera) | A     | Maurizio Lucchetti  |
|    | Italia (bandiera) | C     | Massimo Rizzi       |
|    | Italia (bandiera) | D     | Stefano Sora        |
|    | Italia (bandiera) | C     | Giuseppe Stefanelli |
|    | Italia (bandiera) | C     | Andrea Tubaldo      |